# 香港路 (上海)
香港路是中華人民共和國上海市黄浦区外滩街道东北部的一条东西走向街道。东起圆明园路，西到江西中路。中间与虎丘路、四川中路交汇。北侧的平行道路为南苏州路，而南侧的平行道路为北京东路。全长310米，宽度最窄处为9.1米，最宽处为10米。

## 历史
香港路最初修筑于1850年代，最早修筑的是中段，即虎丘路到四川中路段，当时名称为诺门路（Gnaomen Road）。1862年，上海公共租界工部局将其更名为香港路。大约在1870年代，香港路向东、西两个方向延伸，达到今天的规模。

## 主要建筑
由于临近苏州河，香港路沿路仓库、堆栈较多。
香港路地处外滩历史文化风貌区内，市容颇为古旧，其间亦保留有一些优秀历史建筑，包括59号的原银行公会大楼，以及西端江西中路口原英商自来水公司的2幢大楼，分别建于1888年和1921年，现名自力大楼和自来大楼。

## 图片
- 路牌
- 街景